# Carl Hermann Berendt
Carl Hermann Berendt (* 12. November 1817 in Danzig; † 12. April 1878 in Guatemala-Stadt) war ein deutscher Arzt, Politiker und Mayaforscher.

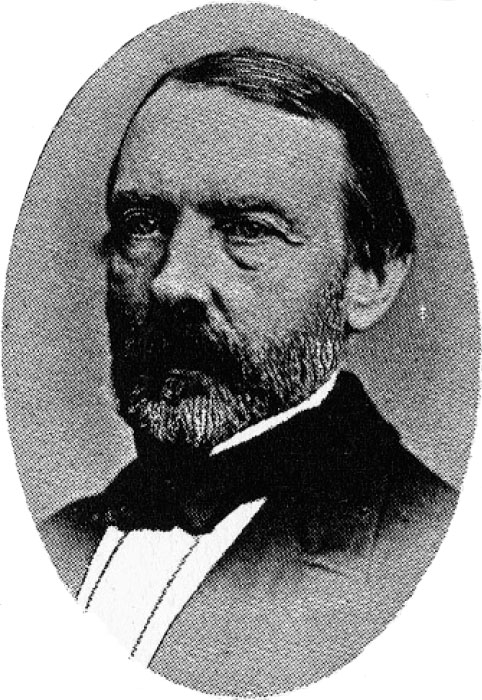
Carl Hermann Berendt

## Leben
Als Sohn von Georg Carl Berendt und Enkel von Nathanael Berendt geboren, studierte Carl Hermann Berendt Medizin in Königsberg, Bonn und Heidelberg. Nach seinem Abschluss ließ er sich in Rheden als Arzt nieder.
Er war 1848 Mitglied des Vorparlaments. Wegen seiner Beteiligung an der Revolution von 1848 wanderte er 1851 in die USA aus. 1853 lebte er in Nicaragua, 1855 in Veracruz. 
Reisen im Süden von Mexiko weckten sein Interesse an der Sprache und Archäologie des Landes. 1862 gab er seine Arztpraxis auf, um sich ganz seinen Forschungen widmen zu können. Durch Sammlung linguistischen Materials über fast alle Indianersprachen Südmexikos und besonders durch die Rettung alter Mayachroniken (Chilam Balam) und Wörterbücher in Original oder Kopie wurde er der Gründer der mittelamerikanischen Sprachwissenschaft.

## Veröffentlichungen (Auswahl)
- Analytical Alphabet for the Mexican and Central American languages. New York 1869 (Digitalisat).
- Cartilla en lengua maya para la enseñanza de los niños indigenas. Merida 1871 (Digitalisat).
- Remarks on the centers of ancient civilisations in Central America and their geographical distribution. New York 1876.